# Залужное (Винницкая область)
Залужное (укр. Залужне) — село на Украине, находится в Литинском районе Винницкой области.
Код КОАТУУ — 0522480802. Население по переписи 2001 года составляет 277 человек. Почтовый индекс — 22352. Телефонный код — 4347.
Занимает площадь 0,132 км².
В селе действует храм Святой Параскевы Литинского благочиния Винницкой епархии Украинской православной церкви.

## Адрес местного совета
22352, Винницкая область, Литинский р-н, с. Борков, ул. Гагарина, 52